# Daniela Franco
Daniela Franco (cuyo nombre artístico estilizado es daniela franco) es una artista mexicana de origen sirio que vive y trabaja entre París y Querétaro, México. Su trabajo artístico se mueve entre la creación en vídeo, la literatura, la música y el uso de plataformas virtuales como medio. Estudió arte conceptual en el Art Insitute de San Francisco. En su trabajo y estudios ha recibido becas de la Fundación Rockefeller,  Fulbright y FONCA. 

## Proyectos
Sus primeros trabajos se realizaron principalmente en vídeo, entre ellos destaca On n’attend que toi, vídeo que ilustra Jack's Reminders to the King of Karactika poema del escritor Harry Mathews, originalmente ilustrado por Alex Katz. Su obra está íntimamente relacionada con la literatura, especialmente con el grupo francés Oulipo con el que ha colaborado en varias ocasiones. 
En los últimos años su trabajo se lleva a cabo en proyectos con múltiples colaboradores y disciplinas. En 2010 realizó el proyecto Face B, archivo en línea de imágenes relacionadas con el vinilo para el museo La Maison Rouge en París. Este proyecto archiva portadas de LP seleccionadas por el crítico y escritor  Alex Ross,  los  sellos Alga Marghen y  Austrohúngaro, las revistas The Wire, Vice, Les Inrockuptibles y McSweeney's, el archivo UbuWeb, los grupos  Casiotone for the painfully alone, Instituto Mexicano del Sonido, la diseñadora de moda Agnès B, la estación de radio de Nueva Jersey WFMU y artistas como Claude Leveque y Valérie Mrejen.
En el 2009 publicó con Editorial RM Los Sandy en Waikiki, un libro de artista realizado en colaboración con Alberto Olmos, Alain-Paul Mallard, Juan Villoro, André Alexis, Enrique Vila Matas, Sean Condon,  Màrius Serra, Fabio Morábito y algunos miembros del Oulipo como Jacques Jouet, Marcel Bénabou y Frédéric Forte.
Colabora en ocasiones con diferentes sitios web y revistas, como Letras Libres o La Tempestad, escribiendo sobre música y arte. Algunos de sus textos aparecen en el libro Algunas ideas buenísimas que el mundo se va a perder coordinado por el escritor Alberto Olmos. En 2011 tradujo Roy Spivey  de Miranda July y en 2013 Referencial  de Lorrie Moore (publicados originalmente por The New Yorker) para la revista mexicana Letras Libres.
Las colecciones, los archivos y los objetos encontrados son temas recurrentes en el trabajo de daniela franco. Su proyecto más reciente: J'aime mon quartier, je ramasse, es una colección de imágenes y papeles encontrados en sus primeros años en París. En el blog del proyecto los objetos son puestos a disposición de otros para que narren sus historias.